# Arcade (Géorgie)
Pour les articles homonymes, voir Arcade.
Arcade est une ville américaine située dans le comté de Jackson, en Géorgie. Selon le recensement de 2020, sa population est de 1 884 habitants.